# Souostroví Kadavu
Souostroví Kadavu leží jižně od Viti Levu, jednoho ze dvou hlavních fidžijských ostrovů. Souostroví se skládá z Kadavu, čtvrtého největšího ostrova Fidži, Galoa, Ono, a několika ostrůvků Velkého astrolábového útesu (Great Astrolabe Reef).